# VONESZO Hátrányos Helyzetűeket Segítő Alapítvány
A VONESZO Hátrányos Helyzetűeket Segítő Alapítvány 2012-ben alapított szervezet. A VONESZO mozaikszó a „Volt Nevelők Szolgálata” kezdőbetűiből alakult ki.
Célja a gyermekvédelemben dolgozó segítők segítése; alapelve, hogy a minden szakembernek, aki a gyermekekkel foglalkozik, a gyermekek érdekében magával is kell törődnie. Ezért a szervezet mottója: »Boldog felnőtt, boldog gyermek«.
Az alapítvány első éveiben a gyermekprogramok domináltak határon belül- és azon túl, amelyeket kiegészítettek a gyermekvédelmi szakemberek számára tartott mentálhigiénés tréningekkel.